# Луна, Карлос
Карлос Ариэль Луна (исп. Carlos Ariel Luna; родился 17 января 1982 года, Пикильи́н, Кордова, Аргентина) — аргентинский футболист, нападающий.

## Клубная карьера
Карлос начал свою карьеру в клубе третьего дивизиона «Депортиво Эспаньол». В сезоне 2001/02 он помог клубу занять первое место и выйти во второй дивизион. Сезон 2003/04 Луна провёл выступая за «Олл Бойз». В 2004 году он перешёл в «Тигре», где в 34 матчах за клуб забил 24 гола и стал лучшим бомбардиром команды. После этого Карлос некоторое время выступал за «Расинг» из Авельянеды и «Кильмес».
Летом 2007 года Луна принял приглашение испанского «Эльче». В Испании он провёл сезон, после чего вернулся в «Тигре». Забив в каждом из сезонов 14 и 18 голов соответственно Карлос стал лучшим бомбардиром команды. В 2010 году Луна перешёл в эквадорский «ЛДУ Кито». 18 июля в матче против «Эль Насьоналя» он дебютировал в эквадорской Серии А. 15 августа в поединке против «Макары» Луна забил свой первый гол. В первом же сезоне Карлос помог клуб завоевать Рекопа Южной Америки и выиграть чемпионат. Летом 2011 года он на правах аренды в третий раз вернулся в «Тигре», где по окончании сезона стал лучшим бомбардиром аргентинской Примеры.
Летом 2012 года Луна перешёл в «Ривер Плейт». 20 августа в матче против своего бывшего клуба «Тигре» он дебютировал за новую команду. 30 сентября в поединке против «Арсенала» Карлос забил свой первый гол. По окончании сезона он перешёл в «Росарио Сентраль». 5 августа 2013 года во встрече против «Кильмеса» он дебютировал за новый клуб, в этом же поединке Луна сделал «дубль».
Летом 2014 года Карлос в очередной раз вернулся в «Тигре».

## Достижения
Командные
 «ЛДУ Кито»
- Чемпионат Эквадора по футболу — 2010
- Обладатель Рекопа Южной Америки — 2010

Индивидуальные
- Лучший бомбардир чемпионата Аргентины — 2011/12